# Apate indistincta
Apate indistincta là một loài bọ cánh cứng trong họ Bostrichidae. Loài này được Murray miêu tả khoa học năm 1867.